# TT379
TT379 (Theban Tomb 379) è la sigla che identifica una delle Tombe dei Nobili ubicate nell'area della cosiddetta Necropoli Tebana, sulla sponda occidentale del Nilo dinanzi alla città di Luxor, in Egitto. Destinata a sepolture di nobili e funzionari connessi alle case regnanti, specie del Nuovo Regno, l'area venne sfruttata, come necropoli, fin dall'Antico Regno e, successivamente, sino al periodo Saitico (con la XXVI dinastia) e Tolemaico.

## Titolare
TT379 era la tomba di:
| Titolare    | Titolo   | Necropoli       | Dinastia/Periodo | Note |
| ----------- | -------- | --------------- | ---------------- | ---- |
| sconosciuto | non noto | Dra Abu el-Naga | XIX -XX dinastia |      |

## Biografia
Nessuna notizia biografica è ricavabile.

## La tomba
TT379, non ultimata, si sarebbe sviluppata planimetricamente secondo lo schema a "T" rovesciata tipica delle sepolture del periodo, a una sala trasversale segue una sala perpendicolare alla precedente; nel caso specifico, tale sala non venne ultimata e presenta un ampliamento. Sul lato corto della sala trasversale a est (1 in planimetria) divinità femminili in forma di alberi; su altre pareti (2-3), su due registri sovrapposti, brani tratti dal Libro delle Porte e il defunto che adora alcune divinità sotto un padiglione, scene della processione funeraria con un prete sem che offre incenso e libagioni al defunto e alla moglie (non identificabili) seduti dinanzi alla piramide della tomba; poco oltre (4) il defunto in presenza di nove divinità maschili e femminili sedute.

### Annotazioni
1. ↑  La numerazione dei locali e delle pareti segue quella di Porter e Moss 1927, p. 428.
2. ↑  La prima numerazione delle tombe, dalla numero 1 alla 252, risale al 1913 con l'edizione del "Topographical Catalogue of the Private Tombs of Thebes" di Alan Gardiner e Arthur Weigall. Le tombe erano numerate in ordine di scoperta e non geografico; ugualmente in ordine cronologico di scoperta sono le tombe dalla 253 in poi.
3. ↑  I campi della Duat, ovvero l'aldilà egizio, si trovavano, secondo le credenze, proprio sulla riva occidentale del grande fiume.
4. ↑  Nella sua epoca di utilizzo, l'area era nota come "Quella di fronte al suo Signore" (con riferimento alla riva orientale, dove si trovavano le strutture dei Palazzi di residenza dei re e i templi dei principali dei) o, più semplicemente, "Occidente di Tebe".
5. ↑  le Tombe dei Nobili, benché raggruppate in un'unica area, sono di fatto distribuite su più necropoli distinte.
6. ↑  Le note, sovente di inquadramento topografico della tomba, sono tratte, fino alla TT252, dal "Topographical Catalogue" di Gardiner e Weigall, ed. 1913 e fanno perciò riferimento alla situazione dell'epoca.
7. ↑  Il "sem" era il prete, o l'erede, cui competeva la cerimonia di apertura della bocca per consentire al defunto di vivere pienamente della Duat.

### Fonti
1. ↑  Gardiner e Weigall 1913.
2. ↑  Donadoni 1999,  p. 115.
3. ↑  Porter e Moss 1927, p. 435.
4. 1 2  Porter e Moss 1927,  p. 435.